# Lac de Barnin
Le lac de Barnin (Barniner See) est un lac du Mecklembourg occidental en Allemagne du nord-est situé dans le territoire de la commune de Barnin (arrondissement de Ludwigslust-Parchim). Ce lac fait partie de la région des lacs de Sternberg. Il a une superficie de 2,5 km2.
Le lac de Barnin se trouve au nord-est de Crivitz. Il s'étend sur une longueur de trois kilomètres avec une profondeur moyenne de 2,1 mètres. La partie sud du lac est très étroite et profonde (7,5 mètres), alors que la partie nord est large et peu profonde. Sa rive sud est bordée d'une forêt, alors que sa rive nord est bordée de prés et de champs. Il s'écoule du côté de Barnin dans la Warnow au nord-ouest.